# Kaukasiologie
Kaukasiologie ist eine Sprach- und Regionalwissenschaft, die sich mit Sprache, Kultur, Lebensweise und Geschichte der Bevölkerung des Kaukasus beschäftigt, besonders mit den drei Sprachfamilien, die man als kaukasische Sprachen zusammenfasst. Der Bereich, der sich dabei nur mit der südkaukasischen oder kartwelischen Sprachfamilie beschäftigt, der in Georgien besonders häufig ist, wird als „Kartwelologie“ oder „Kartvelologie“ bezeichnet.
Kaukasiologie wird in Deutschland lediglich an zwei Universitäten gelehrt. Seit 2002 wird das Fach von Manana Tandaschwili an der Johann Wolfgang Goethe-Universität Frankfurt geleitet und gelehrt. Es ist der einzige akkreditierte Studiengang in der Kaukasiologie mit allen drei Bildungsstufen (Bachelor, Master, PhD) Deutschlandweit, welcher bis heute 15 Doktoranden und Doktorandinnen verzeichnen kann. Im Rahmen der Kaukasiologie lehrt Tandaschwili u. a. Völker und Sprachen des Kaukasus, Kaukasische Sprachwissenschaft, Vergleichende Grammatik der Kartvelsprachen, Kasustypologie der kaukasischen Sprachen, Neugeorgisch, Mittelgeorgisch, Altgeorgisch, Swanisch, Megrelisch, Udisch, Batsisch Awarisch, Tscherkessisch, Abchasisch, sogenannte „perikaukasische Sprachen“, also Sprachen des Umfelds, darunter Baskisch und Türkisch, Spezialprobleme der kaukasischen Sprachen (Ergativität, Negation, Modalität, Referentialität, Relativsätze) und Digital Rustvelology. Auch wurden mehrere Korpora innerhalb des Schwerpunktes an der Goethe-Universität erschaffen, wie z. B. Georgian National Corpus (GNC), My Rustaveli, Rustaveli goes digital und Georgian Abkhazian Corpus (GeAbCo). Die Kaukasiologie der Goethe-Universität hat nicht nur innerhalb Deutschlands einen festen Platz etablieren können, sondern hatte ebenfalls Auswirkungen auf georgische Universitäten, wie z. B. Staatliche Schota-Rustaweli-Universität Batumi, an der mithilfe der Schwerpunkts das Nebenfach "Digital Humanities" und die jährliche Batumi Sommerschule in Digital Humanities etabliert werden konnten, die Staatliche Samtskhe-Javakheti Universität (Eröffnung eines Labors für "Digital Humanities") und die Staatliche Pädagogische Universität Gori (Eröffnung eines Zentrums für "Digital Humanities"). Unter den Publikationen, die aus der Kaukasiologie der Johann Wolfgang Goethe-Universität Frankfurt stammen, zählen u. a. die Buchreihe "Folia Caucasica", die Journals "Digital Kartvelology" (DOI, ERIH+, Crossref) und "Millenium" (DOI, ERIH+, Crossref). Innerhalb der Kaukasiologie wurden über 23 Projekte unter der Leitung von Tandaschwili und Jost Gippert an der Johann Wolfgang Goethe-Universität erfolgreich umgesetzt, welche sowohl seitens Deutschland (Volkswagenstiftung) als auch Georgien (Shota Rustaveli National Science Foundation of Georgia, Bildungsministerium von Georgien, Bildungsministerien von Adscharien) finanziert wurden.
Ebenfalls wird Kaukasiologie an der Friedrich-Schiller-Universität Jena als BA-Ergänzungsfach und als darauf aufbauender Masterstudiengang angeboten. Dabei werden Spezialkenntnisse zur Kaukasusregion in einem individuell betreuten Studium vermittelt. Die Jenaer Kaukasiologie wurde im Jahr 1961 von Gertrud Pätsch als ein Kernbereich des Ferdinand-Hestermann-Instituts gegründet.
Anfang der 1930er Jahre hatte Ferdinand Hestermann im Orientalischen Seminar der Universität Münster die Abteilung „Der Kaukasus und seine Sprachen“ gegründet, wo Gertrud Pätsch 1937 die weltweit erste Promotion im Fach Georgisch ablegte.
Literatur zum Gegenstand (Sondersammelgebiet Vorderer Orient/Nordafrika) wurde bis 1997 an der Universitätsbibliothek Tübingen, seit 1998 an der Universitäts- und Landesbibliothek Halle (Saale) gesammelt. Zugang bietet die Virtuelle Fachbibliothek zum vorderen Orient MENALIB (Middle East Virtual Library).